# Ragh (district)
Ragh est un district de la province de Badakhshan en Afghanistan. Sa population est estimée à 37 300 habitants.